# Coryphophylax subcristatus
Coryphophylax subcristatus är en ödleart som beskrevs av  Edward Blyth 1860. Coryphophylax subcristatus ingår i släktet Coryphophylax och familjen agamer. Inga underarter finns listade i Catalogue of Life.